# 1968年流感疫情
1968年流感疫情（英語：1968 flu pandemic），又称香港流感（Hong Kong flu），发生时也有报刊稱之為毛澤東流感（Mao Tse-tung flu），是一种于1968年7月在香港爆发的流行性感冒，该病随后在同年传到全世界，大规模疫情一直持续到1969年（甚至1970年）。香港流感是人類歷史上致死人數最多的流行病之一，依据世界卫生组织（WHO）数据，全球约有100万-400万人死于香港流感。香港流感由H3N2病毒致病，该病毒是1957-58年死亡率更高的“亚洲流感（Asian flu）”病毒H2N2的变种，亚洲流感此前也造成了全球100万-400万人死亡。H3N2病毒此后并未消亡，而是成为季节性流感。

## 历史

### 起源
香港流感于1968年7月13日在香港首次爆发，準確地說，这是由H3N2病毒引起的第一次爆发（H3N2的H与N是代表病毒中的血凝素与神经氨酸酶蛋白质）。
香港流感类似于1957-1958年源于中国贵州的“亚洲流感”，H3N2病毒是由H2N2流感病毒经过抗原转变而来，即由來自多個亞型基因重新排列形成（香港流感的不同之處在于血凝素蛋白质因为抗原转变而发生了化学排列改变）。

### 香港及中国大陆疫情
1968年7月起，香港地区约有15%的居民受到感染，约40-60万人发病。
中国大陆地区出现了2波疫情，第一波于1968年7-9月从南方开始向全国扩散，第二波于1970年6-12月间在夏季南方流行和冬季北方流行。当时，中国大陆处于“文化大革命”期间，流感数据非常有限，对传染病报道和通讯效率低下。但从各地流感监测点的报告来看，1968-1992年间，1968年的流感活动最为强烈，表明大部分地区都受到影响。

### 其他国家疫情
1968年7月底，香港流感已于新加坡、越南大规模爆发。1968年8-9月，传到泰国、日本、印度和澳大利亚等地。1968年9月，美国和欧洲开始爆发疫情。截止1969年，病毒已扩散到日本、非洲以及南美洲。一些国家亦将香港流感称为“毛流感（Mao flu）”或“毛泽东流感（Mao Tse-tung flu）”。
1968年底-1969年初，世界各国死亡人数大规模攀升。1969年底-1970年初、1972年间，亦出现了疫情。

### 疫苗
1968年，美国微生物学家莫里斯·希勒曼的团队研发出了对抗香港流感的疫苗。在四个月内，生产了约900万剂疫苗。

## 死亡人数
依据世界卫生组织（WHO）数据，全球约有100万-400万人死于香港流感。可能是亚洲流感使受影响的人群中累積了相关的抗体，香港流感相对于20世纪其它大瘟疫，死亡率较低，而最致命的流感病毒是西班牙流感。香港流感总体病死率低于0.5%，也有估计低于0.2%，65岁以上死亡率较高。该病毒的基本传染数为1.3-1.6。
- 依据美国疾控中心的数据，大约有10万美国人死于香港流感[3]。也有估计为3.38万人死亡[6][24]。

## 近年相关
2009年7月29日，香港衛生當局公佈病毒變種。
2013年初，美国东部多个州爆发H3N2季节性流感，波士顿市政府于1月9日宣布公共卫生紧急状态。
2015年初，H3N2瑞士型流感在世界各地爆发。

## 外部連結
- 世界上主要的流感大流行